# Barnemordet i Betlehem
Barnemordet i Betlehem beskrives i Matthæusevangeliet, kapitel 2, vers 16-18:
Da Herodes nu indså, at han var blevet narret af de vise mænd, blev han rasende; og i Betlehem og i hele dens omegn lod han alle drenge på to år og derunder myrde, ud fra den tid, han havde fået opgivet af de vise mænd. Da opfyldtes det, som var talt ved profeten Jeremias, der siger:
I Rama høres råb,

gråd og megen klage;

Rakel græder over sine børn,

hun vil ikke lade sig trøste,

for de er ikke mere.
Herodes den Store slog børnene ihjel for at få ram på Jesus, som ifølge de vise mænd og Mikas Bog ville blive en stor hersker – og dermed konkurrent til Herodes, som i øvrigt også slog flere medlemmer af sin egen familie ihjel af samme grund.
Det beskrives specifikt, at denne begivenhed foregik i landsbyen Betlehems opland og i selve Betlehem, som sandsynligvis var en ret lille landsby. Den byzantinske liturgi beretter om 14.000 myrdede børn og en tidlig syrisk liste over helgener siger, at der var 64.000, mens middelalderlige forfattere angiver op til 144.000 ofre. Den engelsksprogede romersk-katolske encyklopædi Catholic Enclopedia siger, at dette antal sandynligvis er meget opblæst, og at i en by af den størrelse ville kun mellem seks og tyve børn være blevet slået ihjel.

## Begivenhedens historicitet
Matthæusevangeliets beretning om Jesu fødsel, inklusive barnemordet i Betlehem, viser Jesus som den forudsagte Messias, som opfylder profetien i Jer. 31,15 og sammenligner Jesus med Moses. Barnemordet i Betlehem er ikke nævnt i de andre evangelier, ej heller i de tidlige apokryfer. De af de lærde, der er skeptiske overfor opfyldelse af profetier og lignende, har tendens til at konkludere, at beretningen blev opdigtet for at kaste glans over Jesus

### Forsvar for barnemordets autenticitet
Nogle lærde og kristne apologeter forsvarer, at Herodes var grusom nok til at kunne have begået barnemordet, og at barnemordet var en lille nok begivenhed til at kunne undslippe andre forfatteres opmærksomhed.
Josefus beretter om Herodes' henrettelse af to af sine sønner og sin hustru Mariamne, fordi han mente, de var en trussel. Henrettelsen af de to sønner, som Josefus beskriver som unge mænd er blevet præsenteret af Robert Eisenman som den original, der inspirerede beretningen i Matthæusevangeliet.
Josefus beretter om adskillige eksempler på Herodes' villighed til at begå sådanne handlinger for at beskytte sin magt mod, hvad han opfattede som trusler, men antyder, at ikke alle disse handlinger blev nedskrevet, idet han konkluderer at Herodes "aldrig holdt op med hævne sig på og straffe enhver, som havde taget modstandernes parti." Det er blevet bemærket, at "En sådan massakre er sandelig ganske i overensstemmelse med Herodes' karakter, han som ikke tøvede med at slå hvem som helst, der kunne være en trussel mod hans magt, ihjel."
Catholic Enclopedia overvejer årsagen til, at Josefus ikke inkluderede en beretning om barnemordet: "... Skt. Matthæus' positive udsagn modsiges ikke af Josefus' blotte tavshed; for sidstnævnte følger Nicolaus af Damaskus, som var en hofmand, for hvem Herodes var en helt." Den citerer også Maas: "Selv så grusomt som barnemordet kan synes for os, forsvinder det blandt Herodes' grusomheder. Det kan derfor ikke overraske os, at historien ikke taler om det."

### Tidligste henvisning uden for Bibelen
Den tidligste henvisning til barnemordet i Betlehem uden for Bibelen er af Ambrosius Theodisius Macrobius, en romersk filosof i det 4. århundrede. Henvisningen findes i Macrobius' Saturnalia:
Da Augustus hørte, at Herodes, jødernes konge, havde beordret alle drenge i Syrien under to år slået ihjel, og at kongens søn var blandt de dræbte, sagde han: "Jeg vil hellere være Herodes' so end Herodes' søn."
Det var sandsynligvis et ordspil på græsk: hys betyder svin og hyios betyder søn. Macrobius placerer massakren i en syrisk provins og kombinerer den med drabet på en af Herodes' sønner. Da Herodes, som en nominel tilhænger af jødedommen, ikke ville spise svinekød, var hans svin sikre, i modsætning til hans sønner. Palæstina betragtedes som en syrisk provins under den romerske besættelse, og det kunne begrunde Macrobius' brug af "Syrien"